# Beata (album)
Beata – pierwsza solowa płyta wokalistki zespołu Bajm – Beaty Kozidrak.
Album został realizowany częściowo w Polsce, a częściowo w duńskim studio PUK, by zrobić światową produkcję. Nagrywały tam takie gwiazdy jak George Michael, Elton John, Depeche Mode, Gary Moore czy Brainstorm.

Producentami muzycznymi, aranżerami i kompozytorami są Adam Abramek, Paweł Sot i Beata Kozidrak, a na płycie gościnnie występują muzycy waszyngtońskiej sceny jazzowej: George Hazelrigg – instrumenty klawiszowe, Geoff Hazelrigg – kontrabas oraz Jimmy Willson – trębacz. Producentem całości jest Andrzej Pietras. Płyta osiągnęła status podwójnej platynowej płyty.

## Lista utworów
| Nr  | Tytuł utworu                | Słowa          | Muzyka                  | Długość |
| --- | --------------------------- | -------------- | ----------------------- | ------- |
| 1.  | „Widziałam ją”              | Beata Kozidrak | Adam Abramek, Paweł Sot | 3:28    |
| 2.  | „Zawsze w sercu mym”        | Beata Kozidrak | Adam Abramek, Paweł Sot | 4:15    |
| 3.  | „Siedzę i myślę”            | Beata Kozidrak | Adam Abramek, Paweł Sot | 4:17    |
| 4.  | „Olek”                      | Beata Kozidrak | Adam Abramek, Paweł Sot | 3:45    |
| 5.  | „Taka Warszawa”             | Beata Kozidrak | Adam Abramek, Paweł Sot | 4:22    |
| 6.  | „Kolce róż”                 | Beata Kozidrak | Adam Abramek, Paweł Sot | 4:31    |
| 7.  | „Dakota”                    | Beata Kozidrak | Adam Abramek, Paweł Sot | 3:40    |
| 8.  | „Kiedy mnie okłamiesz”      | Beata Kozidrak | Adam Abramek, Paweł Sot | 3:06    |
| 9.  | „Wieczna zima”              | Beata Kozidrak | Adam Abramek, Paweł Sot | 4:34    |
| 10. | „Żal mi tamtych nocy i dni” | Beata Kozidrak | Adam Abramek, Paweł Sot | 4:31    |
| 11. | „Lato jak ze snu”           | Beata Kozidrak | Beata Kozidrak          | 3:56    |
| 12. | „Miłość to taki dar”        | Beata Kozidrak | Adam Abramek, Paweł Sot | 2:51    |
| 13. | „Kołysanka dla Agaty”       | Beata Kozidrak | Adam Abramek, Paweł Sot | 2:44    |
|     |                             |                |                         | 50:00   |